# Marlene Morreis
 (juin 2023).
La mise en forme du texte ne suit pas les recommandations de Wikipédia : il faut le « wikifier ».
Les points d'amélioration suivants sont les cas les plus fréquents. Le détail des points à revoir est peut-être précisé sur la page de discussion.
- Les titres sont pré-formatés par le logiciel. Ils ne sont ni en capitales, ni en gras.
- Le texte ne doit pas être écrit en capitales (les noms de famille non plus), ni en gras, ni en italique, ni en « petit »…
- Le gras n'est utilisé que pour surligner le titre de l'article dans l'introduction, une seule fois.
- L'italique est rarement utilisé : mots en langue étrangère, titres d'œuvres, noms de bateaux, etc.
- Les citations ne sont pas en italique mais en corps de texte normal. Elles sont entourées par des guillemets français : « et ».
- Les listes à puces sont à éviter, des paragraphes rédigés étant largement préférés. Les tableaux sont à réserver à la présentation de données structurées (résultats, etc.).
- Les appels de note de bas de page (petits chiffres en exposant, introduits par l'outil «  Source ») sont à placer entre la fin de phrase et le point final[comme ça].
- Les liens internes (vers d'autres articles de Wikipédia) sont à choisir avec parcimonie. Créez des liens vers des articles approfondissant le sujet. Les termes génériques sans rapport avec le sujet sont à éviter, ainsi que les répétitions de liens vers un même terme.
- Les liens externes sont à placer uniquement dans une section « Liens externes », à la fin de l'article. Ces liens sont à choisir avec parcimonie suivant les règles définies. Si un lien sert de source à l'article, son insertion dans le texte est à faire par les notes de bas de page.
- La présentation des références doit suivre les conventions bibliographiques. Il est recommandé d'utiliser les modèles {{Ouvrage}}, {{Chapitre}}, {{Article}}, {{Lien web}} et/ou {{Bibliographie}}. Le mode d'édition visuel peut mettre en forme automatiquement les références.
- Insérer une infobox (cadre d'informations à droite) n'est pas obligatoire pour parachever la mise en page.

Pour une aide détaillée, merci de consulter Aide:Wikification.
Si vous pensez que ces points ont été résolus, vous pouvez retirer ce bandeau et améliorer la mise en forme d'un autre article.
 (juin 2023).
Marlene Morreis, née le 21 décembre 1976 à Schärding en Autriche, est une actrice autrichienne[réf. nécessaire]. Elle a obtenu un Master en Littérature scandinave de l'Université de Munich en Allemagne. En 2005, elle a déménagé à New York afin d'étudier à The New School dont elle a obtenu un Master of Fines Arts en 2008. Elle vit aujourd'hui à Munich.

## Filmographie
(juin 2023).
- 2002 : Running Out of Cool
- 2009 : The Greims
- 2010 : Hungry Henrieta
- 2011 : Stags
- 2012 : One Bedroom
- 2012 : Schafkopf – A bissel was geht immer (Fernsehserie, sechs Folgen)
- 2012 : Wer’s glaubt, wird selig
- 2012 : Kommissarin Lucas – Die sieben Gesichter der Furcht
- 2012 : Der Alte – Die Zeugin
- 2012–2013: Schlawiner (Fernsehserie, sieben Folgen)
- 2013: Wer hat Angst vorm weißen Mann?
- 2013: Polizeiruf 110: Kinderparadies
- 2014: Meine Mutter, meine Männer
- 2014: Die Frau aus dem Moor
- 2014: Die Rosenheim-Cops – Ein Callcenter unter Verdacht
- 2015: Ein Sommer in Masuren
- 2015: Komm schon! (Fernsehserie, vier Folgen)
- 2015–2020: Schwarzach 23 (Filmreihe)
  - 2015: Schwarzach 23 und die Hand des Todes
  - 2016: Schwarzach 23 und die Jagd nach dem Mordsfinger
  - 2018: Schwarzach 23 und der Schädel des Saatans
  - 2020: Schwarzach 23 und das mörderische Ich
- 2016: Unser Traum von Kanada: Sowas wie Familie
- 2016: Der mit dem Schlag
- 2015: Mein Schwiegervater, der Stinkstiefel
- 2016: München 7 (Fernsehserie, drei Folgen)
- 2016: Liebe bis in den Mord – Ein Alpenthriller
- 2016: Polizeiruf 110: Sumpfgebiete
- 2016: Inspektor Jury spielt Katz und Maus
- 2016: Der mit dem Schlag
- 2016: Hubert und Staller (Fernsehserie, Folge: Waschen, schneiden, umlegen)
- 2017: Der Bergdoktor – Abstoßungsreaktion
- 2017: Jella jagt das Glück
- 2017: Wenn Frauen ausziehen
- 2017: Tatort: Die Liebe, ein seltsames Spiel
- 2018: Matula – Der Schatten des Berges
- 2018: Wackersdorf
- 2018: Die Chefin – Eine Dorfschönheit
- 2018: Labaule & Erben
- 2019: Stadtkomödie – Curling for Eisenstadt
- 2020: Lang lebe die Königin
- 2020: Pohlmann und die Zeit der Wünsche
- 2020: Kinder und andere Baustellen
- 2021: An seiner Seite
- 2021: Der Dänemark-Krimi: Rauhnächte (ARD - série télévisée)
- 2022: Nachricht von Mama (série télévisée)
- 2022: Neben der Spur ist auch ein Weg (téléfilm)
- 2022 : Sommer auf drei Rädern (téléfilm)
- 2022 : Der Spalter (téléfilm)
- 2023 : Der Dänemark-Krimi: Blutlinie (ARD - série télévisée)